# Larix altoborealis
Larix altoborealis — викопний короткоприквітковий вид хвойних рослин з родини соснових (Pinaceae). Скам'янілості походять із строва Аксел-Гейберг Канадського Арктичного архіпелагу і це перші достовірні знахідки Larix; вони сягають середнього еоцену (45 Ma).

## Морфологічна характеристика
Шишки від овальної до еліптичної форми, завдовжки 14–30 мм, завширшки 10–15 мм, кількість лусок становить 35–70+, вони майже круглої форми, 8.0–10 × 6.0–8.0 мм, дрібно запушені, поля лусок цілісні, хвилясті, верхівка від округлої до виїмчастої. Насіння розміром 2.5–4.0 × 1.0–2.0 мм; крила розміром 4.0–6.0 × 2.0–4.0 мм. Голки до 53 мм завдовжки.